# Ironic
Singles de Alanis Morissette
Hand in My Pocket
(1996) You Learn
(1996)
Pistes de Jagged Little Pill
Mary Jane Not the Doctor
Ironic (prononcé en anglais : [aɪˈrɑnɪk]) est une chanson écrite par Alanis Morissette et Glen Ballard et produite par Ballard pour le troisième album d'Alanis Morissette Jagged Little Pill sorti en 1995. C'est le troisième single choisi parmi les titres de l'album qui est sorti aux États-Unis en 1996. Cette chanson a été nommée en 1997 aux Grammy Awards pour la chanson de l'année. Les paroles présentent plusieurs situations qui sont décrites comme « ironiques ». Cela a mené à des débats pour savoir si oui ou non l'une des situations citées, qui relèvent de “l'ironie du sort", correspond bien à la définition de l'ironie. 

## Succès
Ironic est le second single d'Alanis Morissette à s'être classé en première position au Billboard Modern Rock Tracks chart aux  États-Unis, place à laquelle il est resté trois semaines. La chanson a également été plus populaire que les singles précédents sur les stations de radio et les charts orientés adult contemporary. Elle est devenue la chanson d'Alanis Morissette la mieux placée au Billboard Hot 100, dans laquelle elle a atteint la quatrième position. C'est l'un des deux seuls singles d'Alanis Morissette à avoir atteint le top 10 dans ce chart, l'autre étant You learn, dont la deuxième piste est une version live de You Oughta Know, qui a atteint la sixième place. Ces deux chansons font partie de l'album Jagged Little Pill. Dans les autres pays, Ironic n'a pas eu un tel succès, mais a atteint le top 20 au Royaume-Uni à une place du top 10 . La chanson est toujours considérée comme l'un des plus gros succès de l'artiste et est encore populaire aujourd'hui, principalement à cause de la polémique autour des paroles de la chanson, à savoir si elles représentent réellement des exemples d'ironie ou non.
La chanson a été reprise en 2009 par le groupe Four Year Strong sur leur album Explains It All. Une autre reprise a été faite par la chanteuse néerlandaise Anneke van Giersbergen sur l'album Pure Air sorti en 2009.

## Utilisation du termeironic
L'utilisation du mot ironic a été controversée,,, celle-ci étant considérée comme inappropriée. Deux situations qu'Alanis Morissette décrit dans la chanson sont des exemples discutables d'ironie : évènements définis par l'Oxford English Dictionary "comme une moquerie de la manière de convenir et de la justesse des choses", comme dans les paroles "a death row pardon/two minutes too late" (une grâce pour un condamné à mort/deux minutes trop tard).
Le terme ironic est utilisé dans son sens sémantique signifiant "exprimant de l'ironie" et "ironie" étant défini ainsi :
1. Utilisation de mots qui sont clairement opposés à ce que la personne les utilisant pense, pour s'amuser ou montrer son mécontentement.
2. Suite d'évènements ou de situations ayant un résultat opposé à ceux attendus[8].

Le titre également donne au lecteur la bonne direction sur la manière dont le texte devrait être lu en agissant tel une restriction sur les interprétations potentielles. Morissette a également confirmé en s'auto-proclamant "malapropism queen" (reine des abus de langage) et déclare que la chanson devait rester légère au moment où elle a été écrite :
« Pour moi, le grand débat de savoir si ce que je dis dans Ironic est ironique n'est pas un débat traumatisant. J'ai toujours accepté le fait que de temps en temps je suis la reine des abus de langage. Et quand Glen et moi l'avons écrite, nous n'étions pas à chaque instant en train de nous assurer que tout était techniquement ironique. C'est une preuve que nous ne pensions pas que cela allait être examiné au microcoscope par 30 millions de personnes. Pour moi le meilleur moment est survenu à New York quand une femme est venue me voir dans un magasin de disques et a dit : "Donc, toutes ces choses dans Ironic ne sont pas ironiques." et puis a ajouté : "Et c'est ce qui est ironique". J'ai dit "Oui." Pour moi c'est un véritable instantané d'une définition vieille de 90 ans et une version de comment la vie fonctionne. »
Il est important de noter que les deux lignes du refrain Isn't it ironic/Don't you think? (N'est-ce pas ironique ?/Vous ne croyez pas ?), sont ironiques au sens littéraire strict du terme.
Le comédien irlandais Ed Byrne a présenté un sketch dans lequel il s'attaque au manque d'ironie de la chanson : "La seule chose ironique à propos de cette chanson est qu'elle s'appelle Ironic et qu'elle est écrite par une femme qui ne sait pas ce qu'est l'ironie. C'est plutôt ironique." Byrne donne ensuite à la chanson le "bénéfice du doute" en inventant des scénarios dans lesquels les différents exemples présentés dans la chanson seraient effectivement ironiques. Les satires populaires Berger et Wyse ont également parodié la chanson dans un comic strip. Dans cet épisode, le super-héros Irony Man (jeu de mots entre ironie et Iron Man) tirant ses super-pouvoirs des paroles de la chanson d'Alanis Morissette, se fait appeler par les autres super-héros The Man from Alanis (jeu de mots avec L'Homme de l'Atlantide).
En décembre 2009 le site web College Humor a sorti une parodie de la chanson dont les paroles sont modifiées de telle sorte qu'elle soit à présent ironique.

## Autres versions
En 2004, Alanis Morissette a modifié les paroles de sa chanson pour montrer son soutien au mariage homosexuel en remplaçant le mot "wife" (femme) par "husband" (mari) :
"It's meeting the man of my dreams
And then meeting his beautiful husband"
En français :
"C'est rencontrer l'homme de mes rêves
Puis rencontrer son beau mari"
Elle a pour la première fois chanté cette version pour le quinzième prix GLAAD Media en mars 2004. Elle en a enregistré une version acoustique pour une sortie exclusive sur l'iTunes Music Store. Une autre version acoustique a été enregistrée pour l'album Jagged Little Pill Acoustic en 2005 et une autre pour le Cities 97 Sampler Volume 16 en 2004. Alanis Morissette a également chanté cette version sur scène en duo avec Avril Lavigne, au House of Blues, en 2005.

## Clip
Le clip du single est sorti en janvier 1996 et est passé de nombreuses fois sur les chaines MTV et VH1. Il a été réalisé par Stéphane Sednaoui. Dans ce clip, Alanis Morissette conduit une Lincoln Continental Mark V noire dans un paysage enneigé. Elle joue également le rôle des passagers : l'un d'eux portant un sweater vert se tient sur la banquette arrière, l'autre portant un sweater jaune et ayant les cheveux tressés se tient également à l'arrière et finalement le dernier assis sur le siège avant passager porte un sweater rouge. À la fin du clip, la voiture fait une embardée et Alanis Morissette en tant que conductrice sort de la voiture, mais plus aucun des passagers n'est présent.
Le clip a été nommé pour 6 MTV Video Music Awards en 1996 et en a gagné 3 : "Best Female Video", "Best New Artist" et "Best Editing".
Il a également été nommé deux fois aux Grammy Awards dans la catégorie "Best Music Video - Short Form" mais a perdu contre les Beatles pour Free as a Bird et contre Eric Clapton pour Change the World dans la catégorie chanson de l'année.
Ironic a également bénéficié d'un sous-titrage pour sourds et malentendants : les paroles apparaissent en bleu clair et le refrain en vert. Les notes qui accompagnent généralement la chanson apparaissent en mauve.
Fin 1996, une version parodique du clip est sortie. Une jeune fille, Allison Rheaume, qui imite Alanis Morissette en reproduisant ses gestes et en portant les mêmes vêtements, chante en playback sur les paroles de la chanson. À la fin, un homme (présumément son père) la remarque dans la voiture dans l'allée et lui dit d'arrêter de jouer. Cette version du clip a été réalisée par David Rheaume et a été diffusée en tant que nouveauté sur VH1, étant, pour un temps, la seule version de Ironic disponible sur Yahoo! Music. Il est inclus sur le CD/DVD Alanis Morissette: The Collection sorti en 2005. Une autre version du clip a été produite par Weird Al Yankovic pour MuchMusic au Canada, dans laquelle il joue le rôle du passager sur le siège avant.
Dans le livre de Erlend Loe, écrivain norvégien, Naïf. Super, l'un des personnages regarde le clip de Ironic à la télévision et rêve de "rencontrer une fille comme Alanis et de vivre dans une maison avec elle".

## Liste des titres
1. Ironic (3:49)
2. You Oughta Know (Acoustic/Live from the Grammy Awards) (3:48)
3. Mary Jane [Live] (5:52)
4. All I Really Want [Live] (5:22)

### Édition spéciale limitée
1. Ironic [Album Version] (3:48)
2. Forgiven [Live] (6:09)[A 1]
3. Not the Doctor [Live] (6:05) [A 2]
4. Wake Up [Live] (5:05)[A 2]

- Notes

1. ↑  Enregistré à Tokyo au Ebisu Garden Hall le 4 novembre 1995
2. 1 2  Enregistré pour Modern Rock Live à Los Angeles le 12 novembre 1995

## Crédits
- Écriture et production – Alanis Morissette, Glen Ballard
- Paroles – Alanis Morissette
- Chant – Alanis Morissette
- Batterie et percussions – Rob Ladd
- Basse – Lance Morrison
- Guitare – Glen Ballard, Basil Fung
- Orgue – Michael Thompson
- Mixage – Christopher Fogel
- Enregistrement – Glen Ballard, Ted Blaisdell

Crédits issus de l'Album Jagged Little Pill.

## Classements
| Classement (1996)                       | Meilleure position |
| --------------------------------------- | ------------------ |
| Allemagne (Media Control AG)            | 8                  |
| Australie (ARIA)                        | 3                  |
| Belgique (Flandre Ultratop 50 Singles)  | 6                  |
| Belgique (Wallonie Ultratop 50 Singles) | 9                  |
| Canada (Adult Contemporary Tracks)      | 6                  |
| Canada (Rock/Alternative)               | 1                  |
| Canada (Top Singles)                    | 1                  |
| Danemark (Tracklisten)                  | 6                  |
| États-Unis (Adult Contemporary)         | 28                 |
| États-Unis (Adult Pop Songs)            | 5                  |
| États-Unis (Alternative Songs)          | 1                  |
| États-Unis (Hot 100)                    | 4                  |
| États-Unis (Mainstream Rock)            | 18                 |
| États-Unis (Pop Airplay)                | 1                  |
| États-Unis (Rhythmic Songs)             | 11                 |
| France (SNEP)                           | 16                 |
| Norvège (VG-lista)                      | 4                  |
| Nouvelle-Zélande (RMNZ)                 | 3                  |
| Pays-Bas (Nederlandse Top 40)           | 6                  |
| Pays-Bas (Single Top 100)               | 6                  |
| Royaume-Uni (UK Singles Chart)          | 11                 |
| Suède (Sverigetopplistan)               | 24                 |
| Suisse (Schweizer Hitparade)            | 9                  |

| Classement (1996)                  | Position |
| ---------------------------------- | -------- |
| Australie (Top 100 Singles)        | 25       |
| Belgique (Flandre Ultratop 50)     | 31       |
| Belgique (Wallonie Ultratop 50)    | 45       |
| Canada (Adult Contemporary Tracks) | 37       |
| Canada (Rock/Alternative)          | 5        |
| Canada (Top Singles)               | 2        |
| Suisse (Schweizer Hitparade)       | 51       |

| Pays              | Certification | Ventes  |
| ----------------- | ------------- | ------- |
| États-Unis (RIAA) | Or            | 600 000 |
| France (SNEP)     | Or            | 250 000 |
| Royaume-Uni (BPI) | Argent        | 200 000 |

## Cinéma
La chanson est présente dans le film français Play (2019).

## Source
- (en) Cet article est partiellement ou en totalité issu de l’article de Wikipédia en anglais intitulé « Ironic (song) » (voir la liste des auteurs).